# Ursus deningeri
Espèce
Ursus deningeri, ou Ours de Deninger, est une espèce éteinte de mammifères carnivores qui est apparue au Pléistocène vers 1,8 million d'années avant le présent et s'est éteinte il y a à peu près 100 000 ans. C'est l'ancêtre des ours des cavernes.

## Systématique
L'espèce Ursus deningeri a été décrite en 1904 par le paléontologue allemand Wilhelm von Reichenau (de) (1847-1925).

## Distribution
Il a été présent dans toute l'Europe avec des ossements trouvés en Bulgarie, dans la grotte de Petralona en Grèce, en Belgique (Belle-Roche), en Espagne et en Angleterre.
En France il était présent au Paléolithique ancien et ses ossements ont été trouvés dans les Alpes-Maritimes, dans la Haute-Garonne, Lot, Hérault, Pyrénées-Orientales et en Charente (Grotte de Montgaudier).

Crânes de Ursus deningeri
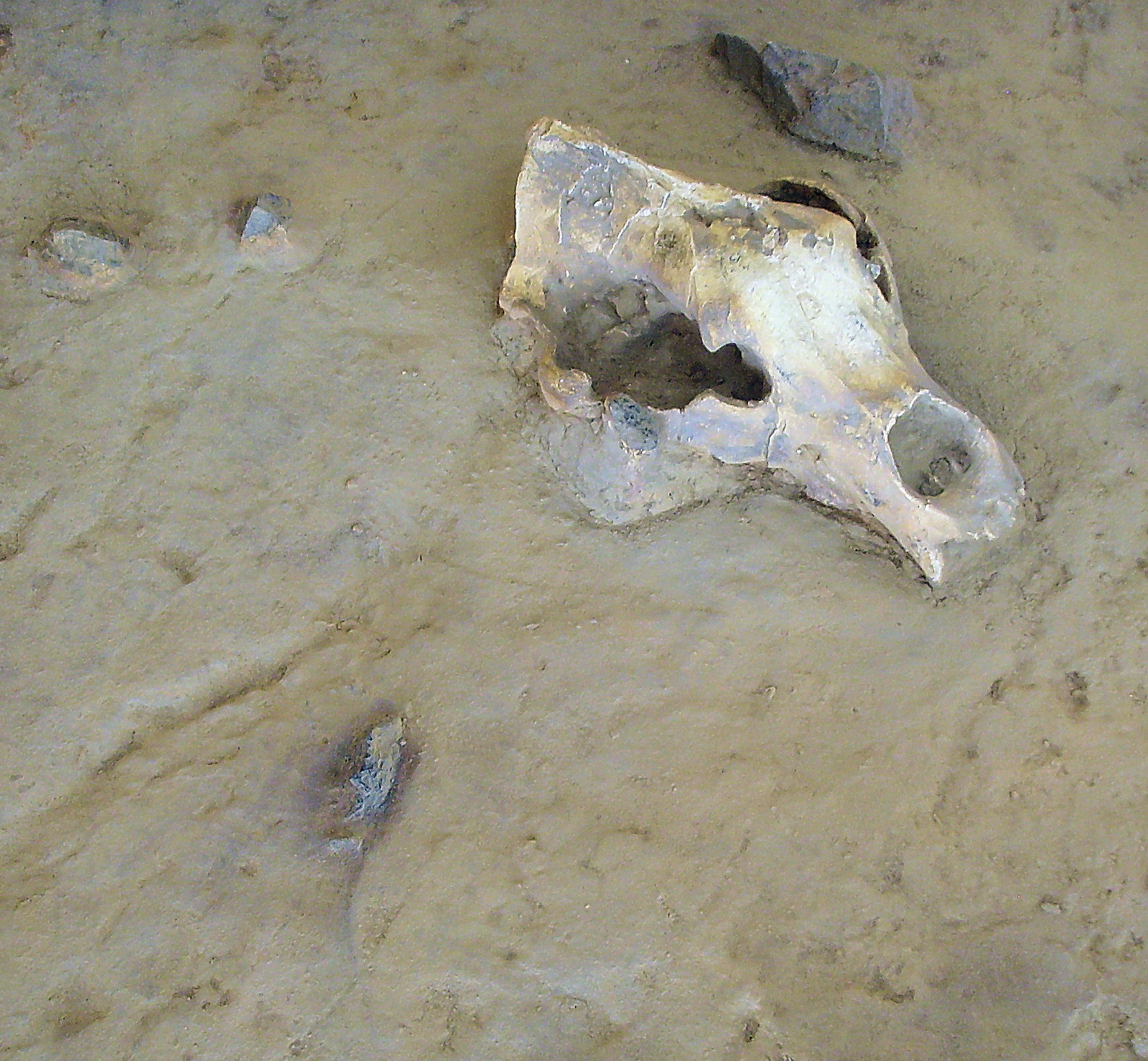
Crâne retrouvé à Tautavel, dans le contexte de la Caune de l'Arago.
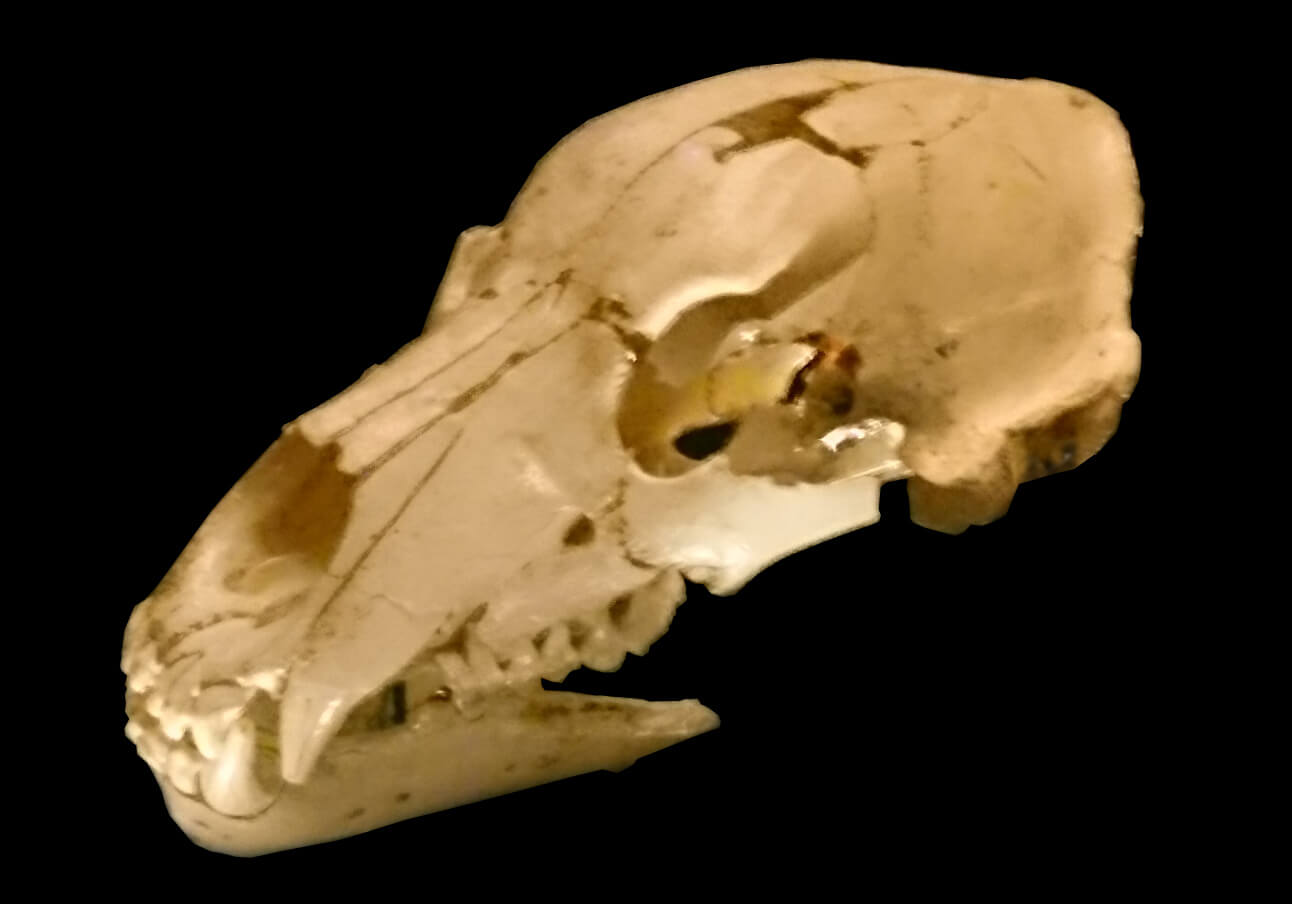
Crâne retrouvé dans la Sima de los Huesos d'Atapuerca et exposé au musée de l'Évolution humaine de Burgos.